# Malacothrips zonatus
Malacothrips zonatus är en insektsart som beskrevs av Harold R. Hinds 1902. Malacothrips zonatus ingår i släktet Malacothrips och familjen rörtripsar. Inga underarter finns listade i Catalogue of Life.